# Übergewicht
Als Übergewicht wird ein hohes Körpergewicht (bzw. eine große Körpermasse) im Verhältnis zur Körpergröße bezeichnet. Im engeren Sinne ist damit nur die sogenannte Präadipositas gemeint, im Gegensatz zum „schweren Übergewicht“ oder der Adipositas („Fettleibigkeit“). Das medizinische Fachgebiet, das sich mit dem Übergewicht beschäftigt, ist die Bariatrie.

## Begriffsbestimmung

### Definitionen
Übergewicht kann auf verschiedene Arten definiert werden, siehe dazu Berechnungsformeln. Durch die unterschiedlichen Erfassungsmethoden ist die Einstufung einer Person als „übergewichtig“ nicht immer eindeutig.

### Körperfettverteilung
„Inneres Bauchfett“ (Fett im Bauchraum, auch Viszeralfett) steht in direkten Zusammenhang mit Herz-Kreislauf-Erkrankungen. Eine Messung des Bauchumfangs gilt als einfachste Möglichkeit, um die Menge des Fettes im Bauchraum zu bestimmen.

## Verbreitung

Prozentualer Anteil der Adipösen (BMI 30 oder höher) nach Ländern (Stand: 2014)

Die Häufigkeit von Übergewicht nimmt weltweit in allen Ländern zu.
Übergewicht tritt gehäuft in Industrieländern auf, wo nur noch wenige Menschen harte körperliche Arbeit verrichten und Nahrung im Überfluss vorhanden ist, und wird dabei aufgrund des modernen Schlankheitsideals als unästhetisch empfunden.
Die höchsten Zuwachsraten Übergewichtiger an der Gesamtbevölkerung, insbesondere jugendlicher Übergewichtiger in der Altersgruppe, werden jedoch nicht in den gewachsenen Industrienationen erreicht, sondern in den Schwellenländern. Demzufolge ist zu vermuten, dass die globale Übergewichtsexplosion erst noch der nächsten Generation vorbehalten ist.

### In Deutschland

#### Allgemein
Rund zwei Drittel der Männer und rund die Hälfte der Frauen in Deutschland sind übergewichtig.
Bei den folgenden Daten ist von Übergewicht inklusive Adipositas die Rede, das heißt, es sind alle Personen mit einem BMI ab 25 aufwärts gemeint. Das Vorkommen von Adipositas allein (nur BMI ≥ 30) ist gegebenenfalls in runden Klammern angefügt (wenn also der Anteil des Übergewichts mit 20 % angegeben ist und der der Adipositas mit 5 %, dann haben 20 % − 5 % = 15 % der Leute einen BMI von 25–30.).
Zum Vorkommen (Prävalenz) von Übergewicht gibt es nach Aussage des Robert Koch-Institutes (RKI) in Deutschland Daten, die auf körperlichen Untersuchungen basieren: Sowohl im Bundes-Gesundheitssurvey 1998 als auch im DEGS 2008/11 wurde bei 67,1 % der Männer und bei 53,0 % der Frauen ein BMI ab 25 aufwärts gemessen. Allerdings hat sich zwischen diesen beiden Untersuchungssurveys der Anteil der adipösen Übergewichtigen (BMI ≥ 30) erhöht (Männer: 18,9 % zu 23,3 %; Frauen: 22,5 % zu 23,9 %).
Aus Umfragen gewonnene Daten liegen niedriger, da sich die Befragten oft etwas größer und etwas leichter einschätzen, als sie es tatsächlich sind. Bei der im Jahr 2003 erhobenen Mikrozensus-Zusatzerhebung des Statistischen Bundesamtes hatten 57,7 % der Männer und 41,2 % der Frauen ab 18 Jahren einen BMI von 25 oder höher. In der Folgeerhebung 2009 waren es 60,1 % der Männer und 42,9 % der Frauen.
Die Daten des telefonischen Gesundheitssurveys 2003 wurden mit einem Korrekturfaktor zum Ausgleich der Selbsteinschätzung („größer/leichter“) hochgerechnet und kamen damit auf Werte, die den gemessenen sehr nahekommen. In dieser Analyse lag der Anteil der deutschen Erwachsenen mit einem BMI größer als 25 (30) kg/m² bei 65,8 % (17,1 %) für Männer und 52,1 % (19,0 %) für Frauen. Im Durchschnitt sind demnach 58,8 % (18,1 %) aller deutschen Erwachsenen übergewichtig (bzw. adipös).
Der Anteil der Übergewichtigen nimmt stetig mit dem Alter zu. Bei den Männern ist Übergewicht in der Altersgruppe der 60- bis 69-Jährigen am meisten verbreitet, bei den Frauen in der Altersgruppe der 70- bis 79-Jährigen.
Außerdem korreliert die Verbreitung von Übergewicht und Adipositas mit der Schulbildung: Mit steigender Bildung sinkt der Anteil der Übergewichtigen. Das trifft besonders auf Frauen zu.

#### Bei Kindern
Das Robert Koch-Institut hat von 2003 bis 2006 die Studie Kinder- und Jugendgesundheitsumfrage (KiGGS) zur Untersuchung des Gesundheitszustandes von Kindern und Jugendlichen durchgeführt. Aufgrund der kindesspezifischen Altersentwicklung und der damit erzwungenen Variabilität des BMI wurde Übergewicht als das Überschreiten des 90. Perzentils und Adipositas als das Überschreiten des 97. Perzentils einer Referenzpopulation von 1985–1999 definiert. Nach dieser Definition sind in der KiGGS-Population 15,0 % der Kinder in Deutschland im Alter von 3–17 Jahren übergewichtig und 6,3 % leiden an Adipositas. Insgesamt hat sich der Anteil übergewichtiger Jugendlicher (14–17 Jahre) zu Kleinkindern (3–6 Jahre) verdoppelt (17,1 % zu 9,2 %), der Anteil der adipösen Kinder hat sich fast verdreifacht (von 2,9 % zu 8,5 %) und liegt mit dem Anteil der übergewichtigen Kinder gleichauf (8,6 %).
| Alter       | Jungen          | Jungen   | Mädchen         | Mädchen  |
| ----------- | --------------- | -------- | --------------- | -------- |
| in Jahren   | % übergewichtig | % adipös | % übergewichtig | % adipös |
| 3–6         | 6,4             | 2,5      | 6,0             | 3,3      |
| 7–10        | 8,9             | 7,0      | 9,0             | 5,7      |
| 11–13       | 11,3            | 7,0      | 11,6            | 7,3      |
| 14–17       | 9,0             | 8,2      | 8,1             | 8,9      |
| alle (3–17) | 8,8             | 6,3      | 8,5             | 6,4      |

Legt man die Referenzdaten von 1985–1999 zugrunde, dann ist insbesondere eine markante Zunahme ab Schuleintritt (im Alter von 6–7 Jahren) festzustellen. Es gibt weiterhin keine geschlechtsspezifischen Unterschiede; eine höhere Wahrscheinlichkeit übergewichtig zu sein, besteht bei einem niedrigen sozialen Status (Arbeitslosigkeit, Arbeiter und Migranten) und bei übergewichtigen Müttern.
Internationale Vergleiche sind teilweise schwierig, da unterschiedliche Maßstäbe angelegt werden; z. B. wird von den Centers for Disease Control and Prevention (CDC) in den USA das 85. Perzentil (Übergewicht) bzw. das 95. Perzentil (Adipositas) verwendet.

### In Europa
Laut einem Bericht des Bundeslandes Berlin in Zusammenarbeit mit der EU-Kommission von 2010 waren damals 59,7 % der Bundesbürger übergewichtig. Zwei Drittel der Briten waren 2012 übergewichtig.
In der Schweiz lag im Jahr 2017 die Quote der Übergewichtigen bei rund 40 %.

## Faktoren
Risikofaktoren sind hauptsächlich:
- Überernährung
- Bewegungsmangel (und damit geringer Energieverbrauch)
- Befriedigungsverhalten (Naschen)

Dabei spielt die Überernährung, also die zu hohe Kalorienzufuhr, eine wesentlich größere Rolle als der Bewegungsmangel. In Zahlen ausgedrückt spielt die erhöhte Kalorienzufuhr eine etwa zehn mal größere Rolle bei der Entstehung von Übergewicht als die mangelnde Bewegung.
Weitere Ursachen können sein:
- psychologische Faktoren (z. B. Depressionen, Essstörung, z. B. Binge Eating)
- Nebenwirkung von Medikamenten wie z. B. bei Kortison oder einiger Psychopharmaka wie manche Antidepressiva, Neuroleptika und Phasenprophylaktika.[21][22]
- Stoffwechselstörungen
- Schlafmangel und Nachtarbeit[23]

Verstärkt werden diese Ursachen durch Werbung für energiereiche Nahrungs- und Genussmittel: Alkoholika, Süßigkeiten, Fette, Fertiggerichte, Fastfood, Naschereien, Knabberartikel. WHO und EU wollen dies durch Werbebeschränkungen eingrenzen, besonders in der Jugendwerbung.
Es wirken immer genetische und andere Faktoren lebenslang gleichzeitig, sie stellen keinesfalls alternative Wirkweisen dar.
Ein Hinweis auf eine genetisch bedingte Begünstigung von Übergewicht findet sich in Untersuchungen an getrennt aufgewachsenen Zwillingen („Zwillingsforschung“). Die untersuchten Zwillinge ähnelten in ihren Gewichtsmerkmalen eher ihren leiblichen Eltern als ihren Adoptiveltern. Andere Forschungsergebnisse deuten darauf hin, dass genetische Defekte zu einer verminderten Ausschüttung des Hormons Leptin führen können, welches eine wichtige Rolle bei der Regulation des Hungergefühls spielt.
Entscheidend (und einzige beeinflussbare Faktoren) sind die gesellschaftlichen Verhältnisse, die individuellen Lebensverhältnisse, das persönliche Essverhalten und die Bewegungsgewohnheiten. Der Anteil und das Ausmaß des Übergewichtes in verschiedenen Bevölkerungen haben mit der Verfügbarkeit von Nahrung enorm zugenommen, ohne dass entsprechende genetische Veränderungen in diesem Zeitraum möglich waren. Ein Einfluss der Lebensverhältnisse auf das Auftreten von Adipositas kann in jedem Fall gefunden werden.
Für die Ausbreitung des Phänomens „Übergewicht“ sind im Wesentlichen zwei Veränderungen gesellschaftlicher Lebensumstände verantwortlich:
1. Sehr wesentlich ist die immer währende und kostengünstige Verfügbarkeit insbesondere von (stark verarbeiteten) Lebensmitteln mit hohem physiologischem Brennwert. Diese dauernde Verfügbarkeit wird insbesondere durch eine Lebensmittelindustrie mitverursacht, welche durch Lobbyismus regelmäßig eine schärfere Regulation ungesunder Nahrungsmittel (etwa durch Verbote oder Steuererhöhungen für sehr zuckerhaltige Getränke) verhindert.[6]
2. Die verringerte körperliche Aktivität (Berufsarbeit meist körperlich nicht mehr so belastend, z. B. durch Zunahme der Bildschirmarbeit, in der Freizeit hoher Fernsehkonsum) ist verantwortlich dafür, dass wir einen geringeren Energieverbrauch haben. Die Auswirkungen gelten natürlich für jedes Individuum in unterschiedlichem Maße. Global betrifft es besonders die jetzt heranwachsende Jugend. Die ansteigende Adipositas der Jugend ist sowohl ein Resultat der hyperenergetischen Ernährung wie auch der zunehmenden Bewegungsarmut. Es wird also mehr Energie verzehrt als benötigt wird.

Nach einer Studie des Deutschen Instituts für Ernährungsforschung, die an Mäusen durchgeführt wurde, besteht ein Zusammenhang zwischen dem Konsum von Fruchtzucker (Fructose) und Übergewicht, der nicht auf einer vermehrten Energieaufnahme beruht, sondern auf einer Beeinflussung des Fett- und Kohlenhydratstoffwechsels. In der Tat konnte auch in einer Untersuchung an Menschen gezeigt werden, dass Fructose vom Körper sehr viel schneller in Körperfett umgewandelt wird als Traubenzucker (Glucose). Die Ergebnisse dieser Studie weisen auch darauf hin, dass eine Fructoseaufnahme die Lipogenese (Fettsynthese) stimuliert und die Einlagerung von Fetten aus der Nahrung steigert.
Dass Nachtarbeit und Schlafmangel zu Übergewicht führen kann, wird zumindest teilweise auf eine Störung des Insulinhaushalts zurückgeführt: in Tierversuchen wurde nachgewiesen, dass Störungen der inneren Uhr bei den Versuchstieren zu Insulinresistenz führte.

### Faktoren bei Kindern
Risikofaktoren, die im Rahmen der Studie Kinder- und Jugendgesundheitsumfrage (KiGGS) des Robert Koch-Instituts erwähnt wurden und einer weiteren Untersuchung bedürfen:
- genetische Faktoren (elterliches Übergewicht)
- hohes Geburtsgewicht
- Schlafmangel
- geringe körperliche Aktivität
- lange Zeiten vor Fernseher und Computer
- Rauchen der Mutter während der Schwangerschaft
- übermäßig energiereiche Ernährung
- psychische Faktoren

### Systemische Faktoren
Einer Expertenkommission zum Thema Übergewicht zufolge ist die Hauptursache für Übergewicht nicht etwa individuelles Risikoverhalten (wie Überernährung und Bewegungsmangel). Vielmehr sei die weltweite Zunahme von Übergewicht auf systemische, gesamtgesellschaftliche Probleme zurückzuführen. Die Kommission sieht Übergewicht als globales Problem („global syndemic“) an, welches durch die Trägheit der Politik („political inertia“) hervorgerufen werde. Grundlegende Ursache dieses Problems sei demzufolge eine mangelhafte Regierungsführung („inadequate political leadership and governance“), die Opposition mächtiger wirtschaftlicher Interessengruppen (insb. Lebensmittelindustrie) sowie mangelnder Forderungen nach fundamentalen Veränderung dieser Strukturen von Seiten der Zivilgesellschaft. Es seien diese gesellschaftlichen Einflussfaktoren, welche individuelles Risikoverhalten erst ermöglichen bzw. begünstigen.

## Medizinische Perspektive: Häufig beobachtete Folgeerkrankungen
Inzwischen gibt es deutliche Belege, dass bereits Präadipositas ein Gesundheitsrisiko für eine gesunde und nie rauchende Teilpopulation darstellt. Noch vor wenigen Jahren wurden Untersuchungen viel beachtet, die zeigen, dass Übergewichtige eine höhere Lebenserwartung als Normalgewichtige hätten. Das Adipositas-Paradoxon sorgte weltweit für Aufsehen. Eine Metaanalyse aus 2013 kam zu dem Schluss, dass für die Gesamtbevölkerung erst ab einem BMI von 35 eine erhöhte Sterblichkeit gegenüber dem Normalgewicht bestehe. In einer Übersichtsarbeit von 2015 wurde dann dargelegt, dass das Adipositas-Paradoxon als eine Fehleinschätzung (Artefakt) aufgrund von statistischen Unzulänglichkeiten (Stichprobenverzerrung) betrachtet werden könne. Ein Argument gegen das Adipositas-Paradoxon ist, dass chronische Patienten mit dem niedrigsten BMI üblicherweise die am schwersten erkrankten sind. Bei vielen Erkrankungen, wie beispielsweise AIDS oder Krebs, tritt im Endstadium ein krankheitsbedingter Gewichtsverlust ein. Diese Konfundierungseffekte würden die Studienergebnisse verfälschen. So verringerte sich in einer US-Kohortenstudie von 2006 das Sterberisiko der Kohorte mit niedrigem BMI erheblich wenn Raucher und Menschen mit schweren Erkrankungen aus der Statistik herausgenommen wurden. Das Sterberisiko begann bei Frauen ab einem BMI über 21 zu steigen und bei Männern ab einem BMI über 23. Bei älteren Frauen und Männern über 55 Jahren hingegen stieg das Risiko erst ab einem BMI über 25 bzw. 30. Der bislang umfassendsten, 2016 veröffentlichte Studienauswertung zufolge sind bereits bei einem BMI oberhalb 25 die Risiken für koronare Herzkrankheit, Schlaganfall, Atemwegserkrankungen und Krebs allesamt erhöht und steigen bei höheren BMI immer höher. Nach Angaben des Deutschen Krebsforschungszentrums (DKFZ) gehen fast sieben Prozent der Krebsneuerkrankungen in Deutschland auf das Konto von Übergewicht.
Bekannt ist, dass vor allem die Verteilung des Fettgewebes (Taille-Hüft-Verhältnis) das Risiko für Herz- und Kreislauferkrankungen beeinflusst. So hat die International Diabetes Federation im Jahr 2005 einen erhöhten Bauchumfang als eines der Kriterien für die Diagnostizierung des Metabolischen Syndroms festgelegt.
Folgen von Übergewicht können sein:
- Kardiovaskuläre Erkrankungen
- Diabetes mellitus Typ 2
- Tumorerkrankungen
- Metabolisches Syndrom
- Nichtalkoholische Fettlebererkrankung
- Hormonelle Störungen
- Intertrigo, Striae
- ungünstiger Verlauf der Herzinsuffizienz
- reaktive Depression und soziale Probleme
- Gingivitis und Parodontitis

Des Weiteren können auftreten:
- Gelenkschäden (v. a. Kniegelenk) durch erhöhte mechanische Belastung
- frühzeitiger Verschleiß der Wirbelsäule (Osteochondrosis intervertebralis)
- verminderte Zeugungsfähigkeit bei Männern. Eine Zunahme von 3 kg/m² (entspricht etwa 9 kg bei durchschnittlicher Körpergröße) zur Referenz von einem BMI von 20 bis 22 kg/m² erhöht die Wahrscheinlichkeit von Unfruchtbarkeit um etwa 10 %.[38][39]

Übergewicht kann nicht nur psychologisch verursacht sein, sondern kann auch psychosoziale Folgeerkrankungen nach sich ziehen: Vielfach fühlen sich Betroffene ausgegrenzt, oder sie grenzen sich sozial aus. Es ist ein Teufelskreis: Um sich nicht mit Adipositas in Badekleidung zu präsentieren, wird beispielsweise weniger (Schwimm-)Sport getrieben.

## Bekämpfung individuellen und massenhaften Übergewichts

### Einsichten aus Medizin und Ernährungswissenschaft
Unzählige Bücher, Zeitschriften, Fernsehsendungen und Websites sind mit dem Thema, wie Übergewicht am effizientesten bekämpft werden kann, befasst. Häufige Ratschläge sind intensive sportliche Betätigung sowie eine Umstellung der Ernährung (Diät). Die Ansichten darüber, welche Ernährung die richtige sei, unterschieden sich allerdings von Autor zu Autor. Kritiker bemängeln hierzu, dass – besonders bei ausgefallenen Diäten wie Atkins-Diät und Rohkost – eine ohne ärztliche Aufsicht durchgeführte Diät ein Gesundheitsrisiko birgt.
Hauptsächlich bei schwerem Übergewicht eingesetzt werden nichtinvasive Hilfsmittel wie medikamentöse Appetitzügler oder Medikamente (z. B. Orlistat) oder Medizinprodukte (Fettbinder im Verdauungstrakt, z. B. L112), die die Fettaufnahme verringern sollen, oder chirurgische Eingriffe, bei denen das Körperfett entfernt oder der Magen (durch Resektion, Shunt) verkleinert oder das Magenvolumen (durch Ballon oder Ring) verringert wird.
Falls das Übergewicht auf ein krankhaft gestörtes Essverhalten (z. B. Binge Eating) zurückzuführen ist, haben medizinische Maßnahmen gegen Übergewicht als reine Symptombekämpfung wenig Sinn, wenn nicht gleichzeitig die Essstörung auf psychologischem Weg therapiert wird. Eine mögliche Hilfe stellen Selbsthilfegruppen dar.
Ein Cochrane-Review aus dem Jahr 2022 kommt zu dem Schluss, dass Low-Carb-Diäten im Vergleich zu Diäten mit mehr Kohlenhydraten nicht bei der Gewichtsreduktion helfen.

### Speziell auf Kinder zugeschnitten
Krankenkassen und Schulen bieten in Folge der Studie Kinder- und Jugendgesundheitsumfrage (KiGGS) des Robert Koch-Instituts vermehrt Programme an, damit Familien ihre Lebensweise umstellen, z. B.:
- regelmäßige gemeinsame Mahlzeiten mit Obst, Gemüse, Ballaststoffen (ohne Fett, Weißmehl und Zucker)
- viel gemeinsame Bewegung und Sport

Die Kinder zum Wassertrinken in der Schule zu animieren half in der Studie „Trinkfit – mach mit!“, den Trend zum Übergewicht abzuschwächen.
Zugleich mehren sich jedoch auch kritische Stimmen. Ein Zusammenhang von kindlichem oder jugendlichem Übergewicht und Folgeerkrankungen ist nicht belegt. Es kann auch (bislang) kein Zusammenhang von kindlicher und erwachsener Adipositas bewiesen werden: Nicht jedes pummelige oder dicke Kind wird auch ein dicker Erwachsener.

### Maßnahmen von Seiten der Politik
Die Bundesregierung hat in Deutschland 2007 die Aktion „Gesunde Ernährung und Bewegung“ gestartet. Ziel ist, die 37 Millionen übergewichtigen oder adipösen Erwachsenen und 2 Millionen Kinder in Deutschland zu einem gesünderen Ernährungs- und Bewegungsverhalten zu bewegen und dadurch die Verbreitung von Übergewicht nachhaltig zu verringern. Im Zuge der Debatte wurde von einigen Politikern eine Erhöhung des Mehrwertsteuersatzes für Süßigkeiten auf 19 % gefordert. Der damalige Verbraucherschutzminister Horst Seehofer lehnte eine höhere Mehrwertsteuer für Süßigkeiten jedoch ab. Im April 2022 trat eine geänderte EU-Mehrwertsteuersystemrichtlinie in Kraft, die eine Mehrwertsteuerbefreiung von Lebensmitteln gestattet. Auf dieser Basis forderten mehrere Verbände eine Abschaffung der Mehrwertsteuer auf bestimmte Lebensmittel, darunter Obst, Gemüse und Hülsenfrüchte. Die Deutsche Diabetes-Gesellschaft (DDG) forderte zudem, überzuckerte Getränke im Gegenzug stärker zu besteuern.
Im Jahre 2008 verabschiedete das Bundeskabinett den Nationalen Aktionsplan IN FORM – Deutschlands Initiative für gesunde Ernährung und mehr Bewegung. Dieser ersetzte die Aktion Gesunde Ernährung und Bewegung und hatte eine Laufzeit bis 2020.
Es gibt aber auch die Gegenseite, wie ein Beispiel aus der Schweiz zeigt: Das Staatssekretariat für Wirtschaft (SECO) hat Nestlé in Mexiko dabei unterstützt, gegen Warnhinweise auf ungesunden Lebensmittel vorzugehen.

## Ökonomische Kosten
Laut einer im Jahr 2016 veröffentlichten Studie der Universität Hamburg belaufen sich die gesamtgesellschaftlichen Kosten von Übergewicht in der Bevölkerung in Deutschland auf etwa 63 Milliarden Euro pro Jahr.

## Kulturelle und sozialpsychologische Perspektive
Übergewichtigen Personen werden in unterschiedlichen Kulturen oft jeweils bestimmte Persönlichkeits- und Charaktereigenschaften zugeschrieben. In den Vereinigten Staaten z. B. wird Dicken stereotyp oft ein Mangel an Selbstdisziplin und Ordentlichkeit zugeschrieben. Wie alle Stereotype sind solche Zuschreibungen nicht immer zutreffend und werden durch empirische Untersuchungen häufig nicht bestätigt. Im Englischen hat sich für Vorurteile, die auf solchen Stereotypen basieren, der Ausdruck Anti-fat bias („Anti-Dicken-Wahrnehmungsverzerrung“) eingebürgert. Dabei diskriminieren Dickenstereotype die Betroffenen nicht nur, sondern führen insbesondere bei übergewichtigen Kindern auch zu einem Phänomen, für das Claude Steele und Joshua Aronson 1995 den Ausdruck Stereotype threat („Bedrohung durch Stereotype“) geprägt haben. So können übergewichtige Kinder, weil sie in bestimmten Altersphasen für die Erwartungen ihrer Peers hochempfänglich sind, z. B. verminderte Schulleistungen bringen, nur weil sie das Gefühl haben, dies werde von ihnen erwartet.
Die Body-Positivity-Bewegung möchte, dass statt „Übergewicht“ der Begriff „Mehrgewichtigkeit“ Einzug findet.